# باشگاه ورزشی وادی دجله
باشگاه ورزشی وادی دجله (عربی: نادي وادي دجلة الرياضي) یک باشگاه ورزشی مصری است که به خاطر تیم فوتبالش شناخته شده است. این باشگاه با هلدینگ وادی دجله، یک شرکت ساختمانی که در سال 1994 تأسیس شد، مرتبط است.